# ナニコレ珍百景
『ナニコレ珍百景』（ナニコレちんひゃっけい）は、テレビ朝日系列で2018年10月14日から断続的にレギュラー放送されているバラエティ番組。 2008年1月23日から2016年3月16日までは『珍衝撃映像バラエティ ナニコレ珍百景』（ちんしょうげきえいぞうバラエティ ナニコレちんひゃっけい）としてレギュラー放送されていた。通称は『ナニコレ』または『珍百景』。

## 概要
『クイズ雑学王』の後番組として始まった。2007年9月20日に放送された『ニッポン珍百景』をレギュラー化したものである。ハイビジョン制作。2008年1月から2008年10月までは23:15 - 0:10の水曜ネオバラエティ枠で放送。2008年10月から2016年3月のレギュラー放送終了まで、毎週水曜日の19:00 - 19:56（JST）に放送されていた。また、2010年7月7日から地上アナログ放送ではレターボックス放送になった。
全国各地にある珍しい風景のVTRを珍百景候補として、ネプチューンの名倉潤と堀内健がプレゼンする。それを原田泰造（ネプチューン）とゲストからなる珍定委員会のメンバーが審査し、委員全員が「珍定」、または「認定」したもののみが珍百景として登録され、放送終了後に公式サイトで公開される。珍定委員会のメンバー数は、2008年5月21日から同年6月11日までは5人、それ以外の放送回では3人。ゴールデンタイム進出後も基本的に3人であるが、特別番組や番宣などで4人から7人で行う場合もある。
公式サイトではゴールデンタイム時代のものからナンバリングされており、2015年7月現在その登録数は2100を超える。
珍百景の例
- ミスマッチ珍百景（所持・設置されている場所に合わない物。「テニスコートに畑」「テナントビルに自宅」など）
- 商品にまつわる珍百景（珍しい商品や道具。「国産マツタケの無人販売」「夢をかなえるケーキ屋」など）
- 物体・人物珍百景（不自然な造形・動作をする物体や人物。「歯が27本の95歳」など）
- 記録・集団珍百景（変わった記録・集団。「日本一長いリムジン」、「オバサンによるダンスチーム」など）
- その他の珍百景（マークの珍百景、看板珍百景、学校珍百景、県境の珍百景など特定のテーマのもの）

2008年7月16日からは、すべての珍百景候補を視聴者からの投稿のみにし、さらにその回の珍百景登録作品で最も珍しかった作品に、MOST VALUABLE 珍百景、略して「MV珍」として、5万円の賞金が贈られ、それ以外の番組内で放送された作品には、珍定されてもされなくても、1万円の賞金と番組グッズが贈られる。ゴールデンタイム進出後は、採用されると3万円、MV珍で10万円（2・3時間SPの際は30万円）（採用分の3万円を含む）に増額し、採用者全員には「珍」はんこ付きボールペンが贈られる。2011年春以降は賞品が目覚まし時計に変わり、2013年10月からはクッションになった。
2012年からは年単位で珍百景の登録数を競うようになり、年間で最も多くの珍百景が登録された都道府県の珍百景を投稿した人全員に賞品が贈られるようになった。
VTRの進行は、珍百景候補が存在する市区町村を紹介した後、BGMと共に珍百景候補に向けてカメラをズームインまたはズームアウトなどをさせながら全体を映し、ナレーターや関係者による詳しい解説が入る。また、下記の「怒りの珍百景」では、解説シーンは直接スタッフが出向いて所有者に聞き込みをするパターンとなっている。なお、VTR前には司会者が「ナニコレ」と言いながら、両手の人差し指を交互に前へ振るポーズをする。
レギュラー時代には春・秋の改編期・年末年始に必ず、19:00 - 21:48に3時間の拡大版が放送されていた。
2009年12月30日 18:00 - 23:30には、『ナニコレ珍百景 投稿大感謝!!!!! 年末5時間半SP』と題して番組過去最長となる5時間半の拡大版が放送された。
2016年3月16日をもって約8年の歴史に幕を下ろした。なお、その後は不定期に特別番組として放送されることになり、CSテレ朝チャンネル1で放送されている『ゲキレア珍百景』は継続となる。後継番組は引き続きネプチューンが司会となる『あいつ今何してる?』が、同年4月6日から放送開始した。
2016年12月14日（水曜日）19:00 - 21:48に『ナニコレ珍百景 復活!3時間スペシャル』と題して、約9カ月ぶりにレギュラー放送終了後初の特番が放送された。これ以降も不定期に特番が放送されている（後述）。
2018年10月14日より放送開始10周年の機に日曜日 18:30 - 19:58にて、レギュラー放送を再開し、90分番組となった。なおスペシャルを放送する場合は必ず2時間半スペシャルとなる。また、MV珍の制度が廃止された。
2021年4月4日より前座番組の『相葉マナブ』が1時間枠に拡大されるため、本番組は30分繰り下げ・縮小し、19時からの1時間番組となった。なお、19時ちょうどの開始は『速報!スポーツLIVE』以来12年ぶりとなる。これに伴い、『相葉マナブ』との接続はステブレレスに変更された。
2023年1月8日放送分から放送開始15周年。
2024年1月7日は当初、『ナニコレ珍百景2時間SP』と題して放送する予定だったが、本来2024年1月1日に放送予定だった『芸能人格付けチェック』お正月スペシャルが令和6年能登半島地震の緊急報道特別番組の影響で振替放送されたため、放送日を1月21日に変更した。
2024年10月6日より日曜20:56 - 22:15に報道番組『有働タイムズ』が設置するにあたり、20:56の各局別ミニ番組（関東地区は『食ノ音色』）が19:54に移動するため、4分縮小され19:00 - 19:54に変更、なお縮小後も直後番組への接続は引き続きステブレレスとなる。
2025年5月25日放送分はレギュラー回ではあるが4分前倒し・拡大のうえ放送開始を18:56に放送開始された。

## 出演者

### 司会
- 名倉潤・堀内健（ネプチューン）
  - 名倉が休養中、堀内が森と共に進行した。

### 進行アシスタント
江口以外、出演時点でテレビ朝日アナウンサー。

#### 現在
- 斎藤ちはる（2021年4月4日 - ）[7]

#### 過去
- 堂真理子（2008年1月23日 - 2010年12月15日＝約2年11ヶ月）
- 森葉子（2010年12月29日 - 2016年3月16日のレギュラー放送、2016年12月14日 - 2018年7月5日の不定期特番、2018年10月14日 - 2021年3月28日＝約10年4ヶ月、一連の放送で一番長く務めた）
- 江口ともみ（ニッポン珍百景時代）

### 「珍定」委員会
原田とゲスト2人（特番時などは4人）で構成され、「珍定」するかどうかを判断する。満場一致でのみ「珍定」、または「認定」される。基本的に1人1票だが、コンビなどの場合は1組で1票となる。なお、席はお笑い芸人以外の芸能人は真ん中で、芸人は向かって左であることがほとんどである。また、普段バラエティ番組には出演することのない俳優（女優）はテレビ朝日系のドラマや最新映画などの宣伝として出演することが多い。

#### 「珍定」委員長
- 原田泰造（ネプチューン）

### ナレーション
- 奥田民義（2018年10月のレギュラー放送再開後は19時台のみ[注 9]）
- 広居バン（2018年10月14日 - 2021年3月28日、18時台のみ）

2018年10月以降は提供読みも担当。

## 主なコーナー
怒りの珍百景
深夜時代のレギュラーコーナーで、堀内が怒りながらプレゼンを務めるコーナー。ナレーションを務める奥田も、このコーナー中では怒り口調になる。有名企業などの名称やデザイン、タレントの名前やヒット曲のタイトルをパクった名前の店、施設、商品や飲食店のメニューを取り上げる。
コーナー名は「怒り」となっているが、営業妨害や近隣の苦情などとは無縁の小規模なものが紹介される。このため、VTR終了後に他の出演者が半ばあきれたり笑いながらコメントし、堀内が「もっといい案がある」として別のパクリネタを提案するのが定番となっている。
2008年4月には一度だけ、怒りの珍百景ばかり集めたスペシャル版が放送された。ゴールデン移行後は「怒れる?珍百景」となり、「怒りを感じなければ珍定ボタンを押す」というルールになった（ほぼ毎回登録されていた）。また、主に有名人の名前やヒット曲のタイトルをパクったものを紹介するようになった。
下記「堀内県」が開始されてからは放送されなくなったが、2009年5月13日に元のタイトルで復活し、珍定は行わなくなった。その後は2カ月に1～2回程度のペースで放送されていたが、2011年は後述の「たまたま珍百景」がメインになったため、8月10日放送が2011年最初の放送となった。2011年以降は年に2、3回程度の放送になっていたが、2015年8月を最後に放送されていない。
くりそつ珍百景
2008年6月4日から7月2日までの番組の中で怒りの珍百景の代わりに放送され、以降は不定期に行われている。堀内がプレゼンを務め、有名人に容貌がそっくりな全国各地の人を取り上げる。ポスターや教科書のイラストに見えるそっくりな登場人物も対象となる。投稿数が全投稿の1%程度しかないらしく番組内で「ストック（珍百景候補）がない」と堂々と公言されており、なかなか放送する機会がないという。2015年11月4日に久しぶりに放送された。
堀内県
2009年2月18日から登場。コーナーロゴには「ケン」と振り仮名が振られている。
これまで番組で珍定された回数の少ない特定の県を応援するために、その県の珍百景候補をまとめて紹介する、いわゆる小ネタコーナーである。
世直し珍百景
2009年10月14日から登場。堀内がプレゼンする。明らかに間違いのある看板などを取り上げる。
珍百景都道府県バトル!!
2009年9月23日のスペシャルから登場。2つの都道府県の珍百景候補を出身芸能人が紹介し、珍定委員会の判定で勝った方のみ、珍百景に登録される。
なつかし珍百景
2009年12月30日のスペシャルで登場。過去の流行や有名人の現状をVTRで紹介する。
ダレコレ!?珍百景
2010年2月10日のスペシャルから登場。「くりそつ珍百景」に応募されたもののうち、よくわからないものを取り上げて、誰に似ているのかを当てる。くりそつ珍百景に採用されると賞金3万円だが、ダレコレ!?珍百景の採用では1万円である。
ナニコレ珍記録
珍百景として非常に背の高い小学生を紹介したところ、それを上回るという投稿が多数寄せられたため、記録として競うようになった。
その後、巨大なネコや高齢で現役で働いている人、高齢で歯が全部そろっている人、指パッチンが速い人などで記録を募集している。2010年7月7日放送分から「珍メダル」が贈られるようになった。
ナニコレ珍記録の中で取り上げた「眉毛の長さ」をギネス世界記録として申請し世界最長と認定されている。
リベンジ珍百景!!
自薦で人物珍百景として応募して登録されなかった人が、再び珍百景登録を目指して応募してきた芸や発明品を紹介する。
たまたま珍百景
2010年8月4日から登場。堀内がプレゼンする。視聴者がたまたま撮った珍しい写真で、スタッフが撮影に行っても再現不可能なものを紹介する。採用されると賞金は3000円。2011年3月2日から、その週の最優秀には1万円の賞金が出るようになった。人や動物が対象の場合には堀内が「何と言ってるでしょうか?」とクイズにする。
謎解き珍百景
2011年2月2日からスペシャルで登場。元バレーボール選手の大林素子がミステリーハンターになり、あらゆる珍百景の謎を出題。この部分の演出は『世界・ふしぎ発見!』を摸している。
あの衝撃風景は今!?その後の珍百景
2011年8月10日から登場。過去に取り上げた珍百景の現在の状況を紹介する。
学校珍差値
2011年8月24日から登場。ある学校の珍百景を3つ紹介し、5組の珍定委員がそれぞれ20点満点で判定する。合計点が59点以下なら普通の学校、60～69点なら珍学校、70～84点ならエリート珍学校、85点以上なら超エリート珍学校となり、評価に応じた記念品が学校に贈られる。
珍百景新ジャンル!?
2011年9月7日から登場。堀内がプレゼンする。今までに番組になかったジャンルでの投稿に対し、「あり」か「なし」か判定する。3人とも珍定すると、以後、このジャンルでの投稿も受け付けることになる。
珍百景全国制覇の旅
2011年10月5日から登場。杉村太蔵が「珍百景党党首」となり、全国の珍百景を登録することを公約に掲げる。北海道をスタートし、全都道府県の珍百景を登録するまで順番に移動していく。しかし登録されないと次回も同じ都道府県に留まらなければならない。当初は沖縄県まで達すればゴールということだったが、2012年末に北陸まで終了した後、沖縄から北上するようになった。
珍百景これだけですか?
投稿された中で、意外に大したことなくて「これだけですか」と言いたくなるようなものを紹介する。このジャンルの中で「これだけ大賞」に選ばれると賞金1万円となる。
ウチのはもっと珍百景
「まゆ毛がある犬」など、1つの投稿があると、そのジャンルで、もっとすごいという投稿が多数寄せられる。それらをまとめて紹介する。
2013年7月から「わたしも!珍百景」というコーナーになり、寄せられた中でもっともすごい投稿に対し珍百景登録の判定をする。
さらに2015年からは「私の見つけた珍百景も見て下さい」というコーナーになった。
実験珍百景
特定の条件の下で特徴的な動きをする動物に対していろいろ条件を変えて試す。
特定の客にだけ特別なサービスをする店に対して、取材日を伝えず隠し撮りする。
珍百景な大会に挑戦
主にスペシャルで放送。各地で行われる変わった競技大会に、野村将希やボビー・オロゴンを中心とするメンバーが優勝を目指してトレーニングを積んで参加する。
珍百景保存委員会
2012年10月3日から登場。過去に放送された特殊技能や行動の珍百景で将来消えそうなものを、タレントが修得しに行く。
バスで行くあの珍百景は今!?ツアー
2013年7月10日から登場。太川陽介が路線バスを貸し切り、ある都道府県で過去に紹介した珍百景のその後を訪ねる。珍百景に向かう前に、最近見かけなくなった芸能人がバスに乗り込んでくる。
ねばりの珍百景
2013年7月28日にサンデープレゼントで放送された特別編から登場。なかなか撮影するチャンスのない珍百景に若手芸人（THE石原、あばれる君など）を派遣し、撮影できるまで帰ることができない。
歩いて行く珍百景
2013年12月4日から登場。歩いてしか行けない場所にある珍百景を、水戸黄門一行に扮した伊吹吾郎とあばれる君または岡田圭右が訪ねる。
はじめての珍百景
『はじめてのおつかい』のように、不気味な珍百景を小学生だけで調査に行かせ、その模様を隠し撮りする。
密着!!離島で珍発見
全国の離島に行き、その場所ならではの特殊な生活を取材する。ウド鈴木や鈴木奈々などの芸能人が離島の小学生のところにサプライズで登場する場合もある。
山盛り珍百景
2014年10月29日から登場。飲食店などの山盛り料理を大食い番組で有名なもえのあずき、正司優子が調査する。見届け人として黒沢かずこが出演。
珍Tube
2015年春からオープニングのコーナーとして登場。たまたま珍百景と同様だが、動画として投稿されたものを紹介する。
珍百景日本一決定戦!!
2015年秋からオープニングのコーナーとして放送。同じジャンル（動物の変わった行動やおかしな自動販売機など）の珍百景を5つ集め、その中で順位を決定する。
何が珍百景でしょうか!?
2015年秋から放送。移動していく映像を見ながら、風景のどこに珍百景が隠れているかを当てる。
ご当地あるある珍百景
2015年10月14日から登場。『秘密のケンミンSHOW』のような、ある県でだけ多くの人がやっていることを紹介する。
どっ珍百景
2016年1月27日から登場。その後、オープニングのコーナーになる。これから放送する珍百景にどんな驚きがあるかを、2つのうちどちらであるか当てる。司会者は解答VTRの前に「こっ珍」と言う。
今夜のおまけ珍百景
2011年夏から、関東など一部地域で本編終了後に放送されるミニ番組で、提供スポンサーが本編と異なる。本編の放送でカットされた珍百景を1つ紹介し、そのまま後座番組の予告につなげる。2015年以降は「たまたま珍百景」や「何が珍百景でしょうか!?」のようなコーナーに充てられる場合もある。本編が1時間のときのみ放送される。2013年夏からは本編の一部となり、一部地域ではこの部分がカットされる。
実は○○だった珍百景
2023年2月19日から登場。「不動産の"徒歩1分"の基準」「壁に穴を開けずにポスターを貼る方法」など、ライフハックや知識、トリビアを紹介する。

## BGM
- マクシムのアルバム『ヴァリエーションズ』に含まれる楽曲がBGMに多く使われている。
珍百景紹介VTRの冒頭に流れるBGMは、フランツ・リスト作曲死の舞踏の一部である。
珍百景紹介時に流れるBGMは、組曲「展覧会の絵」の第10曲、「キエフの大門」の4:30からである。なおMV珍オープニングでも「展覧会の絵」プロムナード（「キエフ」でもモチーフ使用）が流れる。
珍百景登録時に流れるBGMは、P.チャイコフスキー作曲ピアノ協奏曲第1番第3楽章の最終部である（2022年ごろから使われなくなったが、2023年4月の系列局対抗3時間スペシャルで一時的に復活した）。
珍百景紹介時の最後に流れるBGMはツァラトゥストラはかく語りきの冒頭部分である。

番組最後に発表するMV珍決定のファンファーレは独自のものである。（スペシャル版等一部企画を除く）

## 特番の放送日時
※レギュラー枠の拡大以外の日時に放送されたものと、レギュラー放送がない時代に放送されたもの（番宣のための総集編などは除く）。放送日・放送時間に関しては、特記のない限り、テレビ朝日系列フルネット24局で放送。第2期レギュラー放送は2012年ごろから通常放送の大半が2時間以上の拡大版として放送された。
| 放送日・放送時間             | タイトル                                                         |
| ---------------------------- | ---------------------------------------------------------------- |
| 2008年4月16日 19:00 - 20:54  | ナニコレ珍百景 史上最珍! ニッポン衝撃風景グランプリ              |
| 2013年1月1日 6:00 - 9:00     | ナニコレ珍百景 元旦3時間SP                                       |
| 2014年8月3日 8:30 - 11:45    | ナニコレ珍百景 特別編 人気番組大集合SP                           |
| 2016年12月14日 19:00 - 21:48 | ナニコレ珍百景 復活!3時間スペシャル                              |
| 2017年8月9日 19:00 - 20:54   | ナニコレ珍百景 2時間スペシャル                                   |
| 2017年12月6日 19:00 - 20:54  | ナニコレ珍百景 2時間スペシャル                                   |
| 2018年3月22日 19:00 - 20:00  | ナニコレ珍百景 20連発SP                                          |
| 2018年4月4日 19:00 - 20:05   | ナニコレ珍百景&あいつ今何してる?豪華合体3時間SP・第1部           |
| 2018年5月27日 18:30 - 19:58  | ナニコレ珍百景 離島&田舎の衝撃SP                                 |
| 2018年7月5日 19:00 - 21:48   | ナニコレ珍百景 日本全国!テレ朝系列局投稿祭3時間スペシャル 2018夏 |

ナニコレ珍百景 あの珍百景は今!? 大調査ツアー!!
2008年10月3日23:15 - 24:10に一部地域で放送。過去に取り上げられた珍百景を司会陣とゲストが実際に訪ねる。
ナニコレ珍百景 投稿採用完全マニュアル
2009年4月26日14:00 - 15:25に『サンデープレゼント』枠で放送された（一部地域は時差放送）。6組の芸能人が3チームに分かれ、投稿された珍百景の中で画像が添付されていないものの実物を見に行く。
旅の香り×ナニコレ珍百景コラボレーションスペシャル
2009年9月20日15:30 - 17:25に関東ローカルで放送。ナニコレ珍百景と「旅の香り〜四季の名宿めぐり〜」のスペシャルの共通の宣伝番組。旅の香りの見どころと過去の珍百景を交互に放送し、旅の香りの出演者が珍百景を紹介する。旅の香りの部分のナレーションも奥田民義が担当する一方、旅の香りの本来ののナレーターである林家たい平は珍百景のリポーターで登場する。
ナニコレ珍百景番外編 消防車プレゼント記念SP
2009年11月21日13:59 - 16:00に関東ローカルで放送。石原プロモーションが保管していた、ドラマ『西部警察』で使用された特殊車両（前年に紹介）の消防車を神奈川県真鶴町へ贈呈する模様を放送した。この消防車は、石原プロが2003年に『西部警察 SPECIAL』の爆破シーン消火用兼劇用車として購入した、モリタ製高所放水車（ベースは日野・スーパードルフィン・プロフィア）で、宮崎ロケ後保管されていた。
ナニコレ珍百景 動物&ペット大集合SP
2010年8月8日14:00 - 15:25に『サンデープレゼント』枠で放送された（ABCは時差放送）。過去に登場した珍百景の中で、動物に関するものを特集した。
ナニコレ珍百景 投稿完全マニュアル!
2011年4月17日14:00 - 15:25に『サンデープレゼント』枠で放送された（裏送り）。6組の芸能人が、投稿が採用されるヒントを教えるために、投稿された珍百景の実物を見に行く。紹介した珍百景には特別採用として1万円が贈られた。斎藤佑樹のプロ初登板試合の中継のため、北海道では放送されず、関東では5月21日に放送された。
ナニコレ珍百景 MV珍大放出!!スペシャル
2011年6月19日14:00 - 15:25に『サンデープレゼント』枠で放送された（ABCは時差放送）。過去にMV珍を取った珍百景を紹介し、それらのその後も取材した。また、MV珍の中のMV珍であるSMV珍（SuperMV珍）を選出した。
ナニコレ珍百景 番外編 ネプが行く 京都珍スポット巡りの旅
2012年4月29日14:00 - 15:25に『サンデープレゼント』枠で放送された。ネプチューンとゲストが京都でロケをし、過去に紹介されたり新たに投稿された珍百景の実物などを訪ねる。
ナニコレ珍百景 特別編 人気番組大集合SP
2014年8月3日の8:30 - 11:45に「みんな集まれ!!番組コラボSP 1日まるごと夏祭りデー」の一環として、テレビ朝日の人気番組とコラボレーションし、各番組の内容に関連した珍百景を放送した。

## ネット局と放送時間

### レギュラー放送第1期
| 放送対象地域   | 放送局                       | 系列           | 放送日時                     | 遅れ          |
| -------------- | ---------------------------- | -------------- | ---------------------------- | ------------- |
| 関東広域圏     | テレビ朝日（EX）             | テレビ朝日系列 | 水曜 23:15 - 翌0:10          | 制作局        |
| 青森県         | 青森朝日放送（ABA）          | テレビ朝日系列 | 水曜 23:15 - 翌0:10          | 同時ネット    |
| 岩手県         | 岩手朝日テレビ（IAT）        | テレビ朝日系列 | 水曜 23:15 - 翌0:10          | 同時ネット    |
| 宮城県         | 東日本放送（KHB）            | テレビ朝日系列 | 水曜 23:15 - 翌0:10          | 同時ネット    |
| 秋田県         | 秋田朝日放送（AAB）          | テレビ朝日系列 | 水曜 23:15 - 翌0:10          | 同時ネット    |
| 山形県         | 山形テレビ（YTS）            | テレビ朝日系列 | 水曜 23:15 - 翌0:10          | 同時ネット    |
| 福島県         | 福島放送（KFB）              | テレビ朝日系列 | 水曜 23:15 - 翌0:10          | 同時ネット    |
| 新潟県         | 新潟テレビ21（UX）           | テレビ朝日系列 | 水曜 23:15 - 翌0:10          | 同時ネット    |
| 長野県         | 長野朝日放送（abn）          | テレビ朝日系列 | 水曜 23:15 - 翌0:10          | 同時ネット    |
| 静岡県         | 静岡朝日テレビ（SATV）       | テレビ朝日系列 | 水曜 23:15 - 翌0:10          | 同時ネット    |
| 石川県         | 北陸朝日放送（HAB）          | テレビ朝日系列 | 水曜 23:15 - 翌0:10          | 同時ネット    |
| 広島県         | 広島ホームテレビ（HOME）     | テレビ朝日系列 | 水曜 23:15 - 翌0:10          | 同時ネット    |
| 山口県         | 山口朝日放送（yab）          | テレビ朝日系列 | 水曜 23:15 - 翌0:10          | 同時ネット    |
| 香川県・岡山県 | 瀬戸内海放送（KSB）          | テレビ朝日系列 | 水曜 23:15 - 翌0:10          | 同時ネット    |
| 愛媛県         | 愛媛朝日テレビ（eat）        | テレビ朝日系列 | 水曜 23:15 - 翌0:10          | 同時ネット    |
| 福岡県         | 九州朝日放送（KBC）          | テレビ朝日系列 | 水曜 23:15 - 翌0:10          | 同時ネット    |
| 長崎県         | 長崎文化放送（ncc）          | テレビ朝日系列 | 水曜 23:15 - 翌0:10          | 同時ネット    |
| 熊本県         | 熊本朝日放送（KAB）          | テレビ朝日系列 | 水曜 23:15 - 翌0:10          | 同時ネット    |
| 大分県         | 大分朝日放送（OAB）          | テレビ朝日系列 | 水曜 23:15 - 翌0:10          | 同時ネット    |
| 鹿児島県       | 鹿児島放送（KKB）            | テレビ朝日系列 | 水曜 23:15 - 翌0:10          | 同時ネット    |
| 沖縄県         | 琉球朝日放送（QAB）          | テレビ朝日系列 | 水曜 23:15 - 翌0:10          | 同時ネット    |
| 中京広域圏     | 名古屋テレビ（メ〜テレ/NBN） | テレビ朝日系列 | 水曜 23:17 - 翌0:12          | 2分遅れ       |
| 北海道         | 北海道テレビ（HTB）          | テレビ朝日系列 | 水曜 23:45 - 翌0:40          | 30分遅れ      |
| 近畿広域圏     | 朝日放送（ABC）              | テレビ朝日系列 | 木曜 0:29 - 1:26（水曜深夜） | 1時間14分遅れ |
| 富山県         | 富山テレビ（BBT）            | フジテレビ系列 | 月曜 14:10 - 15:05           | 遅れネット    |

### レギュラー放送第2期
| 放送対象地域   | 放送局                       | 系列           | 放送日時           | 遅れ                      |
| -------------- | ---------------------------- | -------------- | ------------------ | ------------------------- |
| 関東広域圏     | テレビ朝日（EX）             | テレビ朝日系列 | 水曜 19:00 - 19:56 | 制作局                    |
| 北海道         | 北海道テレビ（HTB）          | テレビ朝日系列 | 水曜 19:00 - 19:54 | 末尾2分を除いて同時ネット |
| 青森県         | 青森朝日放送（ABA）          | テレビ朝日系列 | 水曜 19:00 - 19:54 | 末尾2分を除いて同時ネット |
| 岩手県         | 岩手朝日テレビ（IAT）        | テレビ朝日系列 | 水曜 19:00 - 19:54 | 末尾2分を除いて同時ネット |
| 宮城県         | 東日本放送（KHB）            | テレビ朝日系列 | 水曜 19:00 - 19:54 | 末尾2分を除いて同時ネット |
| 秋田県         | 秋田朝日放送（AAB）          | テレビ朝日系列 | 水曜 19:00 - 19:54 | 末尾2分を除いて同時ネット |
| 山形県         | 山形テレビ（YTS）            | テレビ朝日系列 | 水曜 19:00 - 19:54 | 末尾2分を除いて同時ネット |
| 福島県         | 福島放送（KFB）              | テレビ朝日系列 | 水曜 19:00 - 19:54 | 末尾2分を除いて同時ネット |
| 新潟県         | 新潟テレビ21（UX）           | テレビ朝日系列 | 水曜 19:00 - 19:54 | 末尾2分を除いて同時ネット |
| 長野県         | 長野朝日放送（abn）          | テレビ朝日系列 | 水曜 19:00 - 19:54 | 末尾2分を除いて同時ネット |
| 静岡県         | 静岡朝日テレビ（SATV）       | テレビ朝日系列 | 水曜 19:00 - 19:54 | 末尾2分を除いて同時ネット |
| 石川県         | 北陸朝日放送（HAB）          | テレビ朝日系列 | 水曜 19:00 - 19:54 | 末尾2分を除いて同時ネット |
| 中京広域圏     | 名古屋テレビ（メ〜テレ/NBN） | テレビ朝日系列 | 水曜 19:00 - 19:54 | 末尾2分を除いて同時ネット |
| 近畿広域圏     | 朝日放送（ABC）              | テレビ朝日系列 | 水曜 19:00 - 19:54 | 末尾2分を除いて同時ネット |
| 広島県         | 広島ホームテレビ（HOME）     | テレビ朝日系列 | 水曜 19:00 - 19:54 | 末尾2分を除いて同時ネット |
| 山口県         | 山口朝日放送（yab）          | テレビ朝日系列 | 水曜 19:00 - 19:54 | 末尾2分を除いて同時ネット |
| 香川県・岡山県 | 瀬戸内海放送（KSB）          | テレビ朝日系列 | 水曜 19:00 - 19:54 | 末尾2分を除いて同時ネット |
| 愛媛県         | 愛媛朝日テレビ（eat）        | テレビ朝日系列 | 水曜 19:00 - 19:54 | 末尾2分を除いて同時ネット |
| 福岡県         | 九州朝日放送（KBC）          | テレビ朝日系列 | 水曜 19:00 - 19:54 | 末尾2分を除いて同時ネット |
| 長崎県         | 長崎文化放送（ncc）          | テレビ朝日系列 | 水曜 19:00 - 19:54 | 末尾2分を除いて同時ネット |
| 熊本県         | 熊本朝日放送（KAB）          | テレビ朝日系列 | 水曜 19:00 - 19:54 | 末尾2分を除いて同時ネット |
| 大分県         | 大分朝日放送（OAB）          | テレビ朝日系列 | 水曜 19:00 - 19:54 | 末尾2分を除いて同時ネット |
| 鹿児島県       | 鹿児島放送（KKB）            | テレビ朝日系列 | 水曜 19:00 - 19:54 | 末尾2分を除いて同時ネット |
| 沖縄県         | 琉球朝日放送（QAB）          | テレビ朝日系列 | 水曜 19:00 - 19:54 | 末尾2分を除いて同時ネット |
| 富山県         | 富山テレビ（BBT）            | フジテレビ系列 | 不定期放送         | 遅れネット                |
| 島根県・鳥取県 | 山陰中央テレビ（TSK）        | フジテレビ系列 | 不定期放送         | 遅れネット                |
| 高知県         | 高知放送（RKC）              | 日本テレビ系列 | 不定期放送         | 遅れネット                |

### レギュラー放送第3期
| 放送対象地域   | 放送局                       | 系列           | 放送日時           | 遅れ       |
| -------------- | ---------------------------- | -------------- | ------------------ | ---------- |
| 関東広域圏     | テレビ朝日（EX）             | テレビ朝日系列 | 日曜 19:00 - 19:54 | 制作局     |
| 北海道         | 北海道テレビ（HTB）          | テレビ朝日系列 | 日曜 19:00 - 19:54 | 同時ネット |
| 青森県         | 青森朝日放送（ABA）          | テレビ朝日系列 | 日曜 19:00 - 19:54 | 同時ネット |
| 岩手県         | 岩手朝日テレビ（IAT）        | テレビ朝日系列 | 日曜 19:00 - 19:54 | 同時ネット |
| 宮城県         | 東日本放送（khb）            | テレビ朝日系列 | 日曜 19:00 - 19:54 | 同時ネット |
| 秋田県         | 秋田朝日放送（AAB）          | テレビ朝日系列 | 日曜 19:00 - 19:54 | 同時ネット |
| 山形県         | 山形テレビ（YTS）            | テレビ朝日系列 | 日曜 19:00 - 19:54 | 同時ネット |
| 福島県         | 福島放送（KFB）              | テレビ朝日系列 | 日曜 19:00 - 19:54 | 同時ネット |
| 新潟県         | 新潟テレビ21（UX）           | テレビ朝日系列 | 日曜 19:00 - 19:54 | 同時ネット |
| 長野県         | 長野朝日放送（abn）          | テレビ朝日系列 | 日曜 19:00 - 19:54 | 同時ネット |
| 静岡県         | 静岡朝日テレビ（SATV）       | テレビ朝日系列 | 日曜 19:00 - 19:54 | 同時ネット |
| 石川県         | 北陸朝日放送（HAB）          | テレビ朝日系列 | 日曜 19:00 - 19:54 | 同時ネット |
| 中京広域圏     | 名古屋テレビ（メ〜テレ/NBN） | テレビ朝日系列 | 日曜 19:00 - 19:54 | 同時ネット |
| 近畿広域圏     | 朝日放送テレビ（ABC TV）     | テレビ朝日系列 | 日曜 19:00 - 19:54 | 同時ネット |
| 広島県         | 広島ホームテレビ（HOME）     | テレビ朝日系列 | 日曜 19:00 - 19:54 | 同時ネット |
| 山口県         | 山口朝日放送（yab）          | テレビ朝日系列 | 日曜 19:00 - 19:54 | 同時ネット |
| 香川県・岡山県 | 瀬戸内海放送（KSB）          | テレビ朝日系列 | 日曜 19:00 - 19:54 | 同時ネット |
| 愛媛県         | 愛媛朝日テレビ（eat）        | テレビ朝日系列 | 日曜 19:00 - 19:54 | 同時ネット |
| 福岡県         | 九州朝日放送（KBC）          | テレビ朝日系列 | 日曜 19:00 - 19:54 | 同時ネット |
| 長崎県         | 長崎文化放送（ncc）          | テレビ朝日系列 | 日曜 19:00 - 19:54 | 同時ネット |
| 熊本県         | 熊本朝日放送（KAB）          | テレビ朝日系列 | 日曜 19:00 - 19:54 | 同時ネット |
| 大分県         | 大分朝日放送（OAB）          | テレビ朝日系列 | 日曜 19:00 - 19:54 | 同時ネット |
| 鹿児島県       | 鹿児島放送（KKB）            | テレビ朝日系列 | 日曜 19:00 - 19:54 | 同時ネット |
| 沖縄県         | 琉球朝日放送（QAB）          | テレビ朝日系列 | 日曜 19:00 - 19:54 | 同時ネット |
| 富山県         | 富山テレビ（BBT）            | フジテレビ系列 | 土曜 10:50 - 11:50 | 遅れネット |
| 島根県・鳥取県 | さんいん中央テレビ（TSK）    | フジテレビ系列 | 土曜 16:00 - 17:00 | 遅れネット |
| 高知県         | 高知放送（RKC）              | 日本テレビ系列 | 日曜 15:00 - 16:00 | 遅れネット |

### 備考
- 朝日放送テレビは、上述のレギュラー放送第1期に関して2018年3月（2017年度最終放送日）までは、同年4月1日の認定放送持株会社移行に伴う商号変更並びに分社化前のため、朝日放送（ABC、現・朝日放送グループホールディングス）であった[10][11][12][13]。
- 水曜19:54 - 19:56[注 11]はローカルセールス枠のため、テレビ朝日以外のフルネット局では臨時に19:54飛び降りとすることがあった一方、通常時19:54飛び降り局が臨時フルネットとすることがあった。
- 水曜ゴールデン時代の朝日放送（当時）では、プロ野球シーズン中プロ野球中継（阪神戦）により、原則週末の午後に振替放送されていたが、毎年8月の全国高校野球選手権大会の期間と重なる場合には本来の振替放送先となる週末午後にも『ABC高校野球中継』があり、最終的に一部の回が放送されなかったケースがある[注 12]。
- 日本国外では、國興衛視（台湾）が中国語字幕付きで放映している。タイトルは「珍奇百景進香團」。なお海外番販の番組としては非常に珍しく、司会のネプチューンが自ら現地標準語を交え番組を紹介する現地仕様の番宣がある。また香港の無綫電視では、放送権をテレビ朝日より購入し、2009年より翡翠台チャンネルにて「千奇百趣」（Neighborhood Treasures x（xは数字が入る）～）というタイトルで番組を放送開始し、2013年7月からは第5シリーズの放送が始まる人気番組となっている。この番組では、珍百景の部分は日本で放送されたVTRを広東語のナレーションに吹き替えて使用し、スタジオでは現地タレントの司会・ゲストにより放送されている[注 13]。
- 日曜に枠移動後は朝日放送テレビの特別番組が当時間から2時間ないし3時間で放送される場合があり、当番組を休止する代わり本来朝日放送テレビ制作ドラマ枠をテレビ朝日制作のバラエティ番組を放送されることがある。（事実上枠交換）

### 放送時間の変遷
| 期間       | 期間       | 放送時間（JST）             |
| ---------- | ---------- | --------------------------- |
| 2008.01.23 | 2008.10.01 | 水曜 23:15 - 翌0:10（55分） |
| 2008.10.08 | 2013.09    | 水曜 19:00 - 19:54（54分）  |
| 2013.10    | 2014.03    | 水曜 19:00 - 19:57（57分）  |
| 2014.04    | 2016.03    | 水曜 19:00 - 19:56（56分）  |
| 2018.10.14 | 2021.03    | 日曜 18:30 - 19:58（88分）  |
| 2021.04    | 2024.09    | 日曜 19:00 - 19:58（58分）  |
| 2024.10    |            | 日曜 19:00 - 19:54（54分）  |

## 関連番組
ナンジャコレ珍百景
改編期などに不定期に金曜日の23:15 - 翌0:10→0:15または土曜日の23:15 - 翌0:05に放送される（ABCおよびQABは後日放送または放送されない）。性や排泄物に関するもの、気味が悪すぎるもの、あまりにくだらないもの、子どもが真似をすると危ないものなど、ゴールデンタイムにふさわしくない珍百景を取り上げる。珍定委員はネプチューンの3人で、堂→森が1人で司会をする。堀内がアナウンサーに、VTRの振りで変なポーズをさせるのが恒例。
ゲキレア珍百景
CSのテレ朝チャンネル1で毎週金曜日の17:00 - 20:00などに放送されているスピンオフ版。『ナニコレ』宛に応募され、ロケが行われた珍百景から、放送に至らなかったものを紹介していく。なお、この番組で放送されても賞金はつかない。
司会は森が単独で進行、パネラーに堀内および若手芸人数組（THE石原、クマムシ、厚切りジェイソンほか、おもにワタナベエンターテインメント所属芸人）が出演。出演芸人がネタを披露したり珍百景を紹介するコーナーもある。HTBで不定期放送。KKBでは日曜午前に放送されている。